# Vůz WLABmee823 ČD
Vozy WLABmee823, číslované v intervalu 61 54 70-71, jsou řadou osobních lůžkových vozů první a druhé třídy z vozového parku Českých drah. Všechny tyto vozy (001–009) vznily rekonstrukcí vozů Bmee248 v MOVO Plzeň v letech 2000–2001.

## Technické informace
Jsou to klimatizované lůžkové vozy typu UIC-Z o délce 26 400 mm. Mají podvozek GP 200 S-25/85 vybavený kotoučovou brzdou. Jejich nejvyšší povolená rychlost je 160 km/h.
Vnější nástupní dveře jsou předsuvné, ovládané tlačítky. Vozy mají jen jeden pár dveří, druhý nástupní prostor byl zrušen. Okna v oddílech jsou výklopná v horní čtvrtině, okna na chodbě jsou až na první a poslední celá, nedělená.
Vůz je půdorysně rozdělen na několik oddílů, směrem od nástupního prostoru jsou to WC, deset oddílů pro cestující, WC se sprchou, oddíl pro průvodce, a na úplném konci vozu v místě zrušeného nástupního prostoru se nachází sklad. Oddíly pro cestující mají po jednom až třech lůžkách, celkem tedy mohou přepravovat 10–30 osob.
Do výbavy vozu patří, kromě klimatizace a sprchového koutu, i vakuová WC a zásuvky 230 V.
Nátěr je tmavě modrý po celé ploše se žlutým pruhem připomínajícím noční siluetu Prahy. Nověji je prováděn v korporátním stylu Českých drah od studia Najbrt.

## Provoz
Vozy se nejčastěji vyskytují na nočních vlacích EuroNight mezi středoevropskými metropolemi. Často se střídají s vizuálně podobnými vozy WLABmz826. Jezdí zejména na vlacích EN Slovakia Praha-Humenné a IC/EN Metropol Praha-Budapešť. 

## Přezdívka
Tento vůz dostal přezdívku „Temelín“ z důvodu časté poruchovosti při dodání z MOVO Plzeň jako elektrárna Temelín při svém vzniku.